# Rombicosidodecaedro parabigiroide
En geometría, el rombicosidodecaedro parabigiroide es uno de los sólidos de Johnson (J73). Puede construirse a partir de un rombicosidodecaedro al que se fijan dos cúpulas pentagonales opuestas y giradas 36 grados.
Los 92 sólidos de Johnson fueron nombrados y descritos por Norman Johnson en 1966.